# آناتولی کوخانوفسکی
آناتولی کوخانوفسکی (اوکراینی: Анатолій Юрійович Кохановський؛ زادهٔ ۵ اکتبر ۱۹۹۵) بازیکن فوتبال است.